# Långtjärnen (Överkalix socken, Norrbotten)
För fler sjöar med samma namn, se Långtjärnen (Överkalix socken, Norrbotten, 740273-178840) och Långtjärnen (Överkalix socken, Norrbotten, 740975-178732).
Långtjärnen är en sjö i Överkalix kommun i Norrbotten och ingår i Kalixälvens huvudavrinningsområde.